# Light the Fuse
Light the Fuse es un álbum en directo de The Rolling Stones, lanzado en 2012. Este fue registrado en el Phoenix Concert Theatre en Toronto, Canadá. El álbum fue lanzado exclusivamente en formato de descarga digital a través de Google Music el 16 de octubre de 2012. El concierto se llevó a cabo con una audiencia de tan solo 1000 personas.
Como siempre cuando los Stones iniciaban una gira mundial comenzaban presentándose en espacios reducidos. Once días antes, para iniciar el A Bigger Bang Tour de 2005 la banda escogió el Phoenix Concert Theatre de Toronto, Canadá, donde varios cientos de fanáticos llegaron a escuchar las nuevas canciones del reciente álbum A Bigger Bang. Además experimentaron con arreglos alternativos para la canción "19th Nervous Breakdown" y se divirtieron interpretando las versiones "Mr. Pitiful" de Otis Redding y "Get Up, Stand Up" de Bob Marley. El álbum fue publicado el 16 de octubre de 2012 siendo la cuarta entrega de los Stones Archives y la tercera en 2012.

## Lista de canciones
Todas las canciones escritas y compuestas por Mick Jagger y Keith Richards, excepto donde lo indica. 
| N.º | Título                                                     | Duración |  |
| 1.  | «Rough Justice»                                            | 4:15     |  |
| 2.  | «Live with Me»                                             | 4:11     |  |
| 3.  | «19th Nervous Breakdown»                                   | 4:43     |  |
| 4.  | «She's So Cold»                                            | 4:43     |  |
| 5.  | «Dead Flowers»                                             | 4:17     |  |
| 6.  | «Back of My Hand»                                          | 5:09     |  |
| 7.  | «Ain't Too Proud to Beg» (Norman Whitfield, Eddie Holland) | 4:21     |  |
| 8.  | «Band Intros»                                              | 3:28     |  |
| 9.  | «Infamy»                                                   | 5:50     |  |
| 10. | «Oh No, Not You Again»                                     | 4:37     |  |
| 11. | «Get Up, Stand Up» (Bob Marley, Peter Tosh)                | 6:21     |  |
| 12. | «Mr. Pitiful» (Steve Cropper, Otis Redding)                | 3:29     |  |
| 13. | «Tumbling Dice»                                            | 4:41     |  |
| 14. | «Brown Sugar»                                              | 4:48     |  |
| 15. | «Jumpin' Jack Flash»                                       | 5:04     |  |